# Pedicularis novaiae-zemliae
Pedicularis novaiae-zemliae är en snyltrotsväxtart som först beskrevs av Hult., och fick sitt nu gällande namn av Ju. Kozhevn.. Pedicularis novaiae-zemliae ingår i släktet spiror, och familjen snyltrotsväxter. Inga underarter finns listade i Catalogue of Life.